# Ніхон кейдзай сімбун

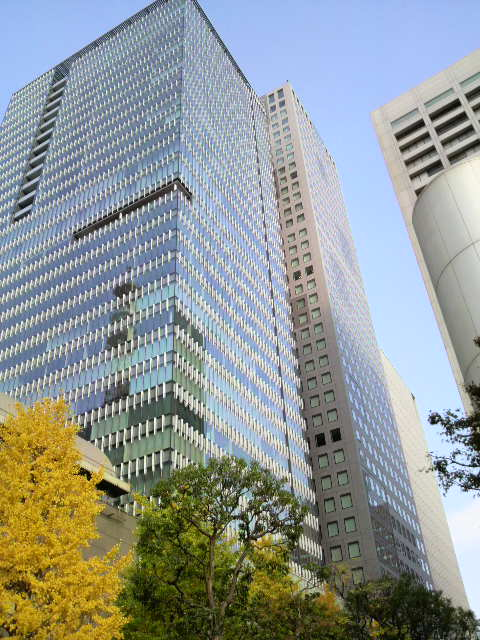
Штаб-квартира Ніхон Кейдзай Сімбун.

Ніхон кейдзай сімбун (яп. 日本経済新聞, にほんけいざいしんぶん, ніхон кейдзай сінбун, газета «Економіка Японії») — щотижнева загальнонаціональна газета в Японії. Спеціалізується на новинах економічного і фінансового світу. Заснована 1876 року як «Вісник японських і світових цін» (中外物価新報). 1889 року перейменована на «Вісник японської і світової торгівлі» (中外商業新報). 1942 року поглинула менші газети економічної спеціалізації, сформувавши «Японську промислово-економічну газету» (日本産業経済). Сучасну назву використовує з 1946 року. Штаб-квартира розташована в Тійода, Токіо. Скорочена назва — Ніккей (日経, にっけい).
Це ділове видання сучасної Японії, нерідко її дослідники порівнюють з «Уолл-Стріт джорнал» і «Файненшл Таймс». У самій Японії її називають «швидкісним вісником фінансово-економічної інформації». Почала видаватися в Осаці у 1876 році під назвою «Тюгай Букка». Свою сучасну назву отримала в 1946 році. "Nihon Keizai Shimbun" є однією з п'яти національних газет Японії, серед яких також "Asahi Shimbun", "Mainichi Shimbun", "Nihon Keizai Shimbun", "Sankei Shimbun" і "Yomiuri Shinbun". Газета висвітлює економічний стан в промисловості та сільському господарстві Японії, дає огляди економічного і фінансового становища в світі, окремих країнах.
Однією з особливостей японських загальнонаціональних газет є подібний зміст редакційних матеріалів, що відрізняються широким колом тем, об'єктивним викладом подій, і значним обсягом, що відводиться міжнародним новинам. У своїх газетах найбільші видавництва використовують повідомлення міжнародних агентств, таких як «Ассошіейтед пресс», «Рейтер», а також матеріали своїх зарубіжних кореспондентів.

## Історія
Компанія була заснована в 1876, коли почала публікуватися Nihon Keizai Shimbun. Nihon Keizai Shimbun - провідне видання Nikkei і найбільша в світі фінансова газета, з щоденним оборотом, що перевищує 3000000 примірників.
Основні новини публікують:
- Nihon Keizai Shimbun - провідна економічна газета яка веде розрахунок Nikkei 225
- Nikkei Kinyu Shimbun - Nikkei Financial Daily, фінансова газета
- Nikkei Sangyo Shimbun - Nikkei Business Daily, промислова газета
- Nikkei Ryutsu Shimbun - Nikkei MJ, Nikkei Marketing Journal, торгова газета
- Nikkei Weekly - англійська газета.

Nikkei продає свої газети в усьому світі, на їх оригінальних мовах, а також в перекладі. Публікації видання доступні за допомогою роботи агентств новин, через вебсайт англійською мовою, а також за ліцензійною угодою з LexisNexis.
Nikkei належать TV Tokyo і Nikkei CNBC, який висвітлюють хід торгів на фондовій біржі в Токіо.
Газета «Ніккей» у другій половині 1990-х займала провідне місце за кількістю розміщуваної реклами. «Ніккей» тісно пов'язана з найбільшими організаціями японського монополістичного капіталу: Федерацією економічних організацій та Асоціацією підприємців.
У 1953 році «Ніхон кейдзай сімбун» стала засновницею одного з 7-ми головних професійних чоловічих титульних матчів по сьогі - одза («трон») і досі є його головним спонсором.

## Група дочірніх компаній Nikkei
Великі компанії:
- Nikkei Business Publications, Inc. (Nikkei BP)
- Nikkei CNBC
- Nikkei Radio Broadcasting Corporation (Radio Nikkei)
- Quick Corporation
- Nikkei Science (50%)
- Nikkei National Geographic (50%)
- TV Tokyo (33.3%)
- TV Osaka (19.9%)
- TV Aichi (19.9%)
- TV Hokkaido (19.9%)
- TVQ Kyushu (19.9%)
- Rating & Investment Information, Inc. (58.6%)
- Financial Times (придбання від Pearson PLC ще не вирішене)

## Сьогодення
В даний час  до групи «Ніхон Кейдзай Сімбун», входить понад 60 компаній. Група видає 5 газет - «Ніхон Кейдзай Сімбун» («Японська економічна газета»), «Ніхон санге Симбун» («Японський промисловий тижневик»), «Ніхон Кін'ю сімбун» («Японська фінансова газета»), «Ніхон Рюцу сімбун» («Японська газета з маркетингу»), «The Nikkei Weekly» («Японська економічна газета англійською мовою») - загальним накладом понад 4 млн. примірників і 40 журналів з різної тематики.
Газету Nihon Keizai Shimbun читають люди з високим рівнем освіти. Рекламодавці, незважаючи на високі тарифи, охоче розміщають в газеті свою рекламу.
Британська газета Financial Times продана японському медіахолдингу Nikkei. Разом з виданням японцям відходить і пакет акцій, що належить Financial Times в російській діловій газеті «Ведомости». Вартість угоди склала $[які?] 1320000000. Британський медіахолдинг Pearson, нинішній[коли?] власник FT, має намір сконцентруватися на основному прибутковому бізнесі - випуску освітньої літератури.